# لا لوجیا
لا لوجیا (به ایتالیایی: La Loggia) یک کومونه در ایتالیا است که در استان تورین واقع شده‌است.

## خصوصیات
لا لوجیا ۱۲٫۸ کیلومترمربع مساحت و ۸٬۴۵۷ نفر جمعیت دارد و ۲۳۰ متر بالاتر از سطح دریا واقع شده‌است.